# Термолюминесцентный дозиметр

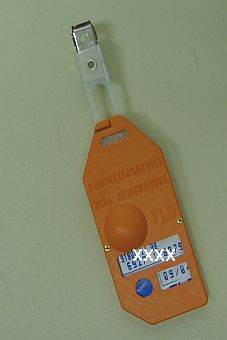
Thermolumineszenzdosimeter TLD 01

Термолюминесцентный дозиметр (ТЛД) — прибор, измеряющий количество световой энергии, излучённой в результате нагрева (отжига) исследуемого образца. При взаимодействии ионизирующего излучения с образцом свободные электроны захватываются дефектами кристаллической решётки. Количество излучённой суммарной энергии (светосуммы) прямо пропорционально дозе ионизирующего излучения, полученной образцом за определённый период времени. В качестве образцов для измерения берут предметы, содержащие вещества, обладающие эффектом термолюминесценции. К ним относятся кристаллические или поликристаллические вещества: фторид кальция, фторид лития, сульфат кальция, тетраборат лития, борат кальция, бромид калия, полевые шпаты, специальные алюмофосфатные стёкла и др. вещества.
Термолюминесцентный дозиметр создан в 1954 году американским физиком Ферингтоном Даниэльсом. Тогда же предложен в качестве инструмента для исследования объектов минерального происхождения.
Прибор состоит из нагревательного элемента (на который помещается исследуемый образец), помещённого в светоизолирующую камеру, с расположенным в ней фотоумножителем, с помощью которого средствами электроники испускаемый образцом световой сигнал усиливается и регистрируется как функция температуры нагрева.